# Taniesjön
Taniesjön är en sjö i Georgien. Den ligger i den nordöstra delen av landet, i regionen Mtscheta-Mtianeti. Taniesjön ligger 2 232 meter över havet.